# 골막염
골막염(한자: 骨膜炎)은 뼈를 둘러싸고 있는 결합 조직층인 골막에 생긴 염증을 말한다. 통증과 함께 뼈가 붓거나 물러지는 증상이 나타난다.

## 원인
주로 세균 감염에 의해 발생되며, 과도한 신체적 활동으로 인해 발생될 수도 있다. 통증, 고름 형성, 전신증상(全身症狀)을 동반하며, 계속 진행될 경우 괴사가 일어난다. 선천성 매독 감염으로 인해 신생아에게 발생될 수도 있다.